# Befrielsesbilleder
Befrielsesbilleder è un mediometraggio del 1982 diretto da Lars von Trier.

## Trama
Un ufficiale tedesco visita la sua amante danese i giorni dopo la fine dell'occupazione della Danimarca.

## Riconoscimenti
- Miglior film al Munich Film Festival.[4]